# Trévé
Trévé (bret. Treve) – miejscowość i gmina we Francji, w regionie Bretania, w departamencie Côtes-d’Armor.
Według danych na rok 1990 gminę zamieszkiwało 1345 osób, a gęstość zaludnienia wynosiła 51 osób/km² (wśród 1269 gmin Bretanii Trévé plasuje się na 465. miejscu pod względem liczby ludności, natomiast pod względem powierzchni na miejscu 344.).